# アリベルト・マカショフ

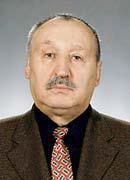
アリベルト・マカショフ

アリベルト・ミハイロヴィッチ・マカショフ（Альберт Миха́йлович Макашо́в、Albert Mihailvich Makashov、1938年6月12日–   ）は、ソビエト連邦およびロシアの軍人、政治家。陸軍大将、ロシア連邦共産党会派所属のロシア連邦議会下院国家会議代議員。
沿ヴォルガ・ウラル軍管区司令官などを経て、ゴルバチョフ時代から保守派・タカ派、またナショナリストの軍人として台頭した。1991年ロシア大統領選挙に保守派の独立系（無所属のこと）候補として立候補したが、3.74％の得票率で落選した。その直後の8月クーデターを支持した。1993年モスクワ騒乱事件では、最高会議に立てこもり防衛線を構築した。その後、1995年の下院選挙に共産党から立候補して当選した。1997年には当時下院国防委員会委員長だったレフ・ロフリン中将ら退役軍人や同じ共産党議員のヴィクトル・イリュキンによって結成された軍・国防産業・軍事科学支援運動に参加し、この団体はロフリンを担いでボリス・エリツィン政権の打倒と軍事クーデター政権の樹立を画策していたともされる。
超国家主義的なネオ・スターリニストで有名であり、極右のウラジーミル・ジリノフスキーよりも過激な言動で反ユダヤ主義のヘイトスピーチを行ってるとユダヤ人団体や議会の一部から批判されており、1999年にアメリカの著名な白人至上主義者の政治家デービッド・デュークと会見し、デュークはマカショフ支持を訴えた。